# Саки (станція)
Са́ки — проміжна залізнична станція Кримської дирекції Придніпровської залізниці на лінії  Сарабуз — Євпаторія між станціями Ярка та Прибережне. Розташована в межах міста Саки. Окрім пасажирського, має також вантажне значення — від основної лінії відгалужується вантажна гілка у напрямку села Кар'єрне до Сакського заводу будівельних матеріалів.

## Історія
Станція відкрита 1915 року на новозбудованій одноколійній лінії Сарабуз — Євпаторія.
1974 року електрифікована постійним струмом (=3 кВ) одночасно із лінією Острякове — Євпаторія. Пасажирський павільйон відноситься до того ж проміжку часу.

## Пасажирське сполучення
На станції зупиняються пасажирські поїзди далекого сполучення та приміські електропоїзди до кінцевих станцій Сімферополь,  Севастополь, Солоне Озеро.